# Истальгия
«Истальгия» (англ. Eastalgia) — социальная драма, рабочее название «Тот же путь / Same Way», режиссёр — Дарья Онищенко.

## Сюжет
В фильме раскрываются три истории любви, три европейских города, три сюжетные линии. 
Умудрённые жизнью и уже достаточно немолодые Руслана (эмигрантка с Украины) и Владан (эмигрант из Сербии) пытаются создать своё счастье в Мюнхене, но их внутренняя связь с Киевом и Белградом всё ещё достаточно сильна. Параллельно в картине идёт развитие киевской любовной истории 23-летнего сына Русланы Богдана и Марии, а также развязка белградского любовного треугольника сына Владана Зорана и супружеской пары Ялены и Гюнтера.

## В ролях
- Карл Марковиц
- Вук Костич
- Виктория Варлей
- Нина Нижерадзе
- Алексей Горбунов
- Мария Шкаричич

## Фестивали
Участник украинского кинофестиваля «Молодость», немецкого кинофестиваля «Hofer Filmtage» , эстонского фестиваля «Чёрные ночи» .